# Askepot (film fra 1917)
 For alternative betydninger, se Askepot (flertydig). (Se også artikler, som begynder med Askepot)
Askepot er en dansk stumfilm fra 1917 instrueret af Lau Lauritzen Sr. efter manuskript af Harriet Bloch.

## Medvirkende
- Frederik Buch
- Arne Weel
- Valdemar Schiøler Linck
- Gerda Christophersen
- Agnes Andersen
- Betzy Kofoed
- Carl Schenstrøm
- Stella Lind
- Agnes Lorentzen